# Филаделфија (филм)
Филаделфија (енгл. Philadelphia) је драмски филм из 1993. који је режирао Џонатан Деми а у главним улогама су: Том Хенкс, Дензел Вошингтон, Антонио Бандерас, Џоана Вудвард, Џејсон Робардс, Лиса Самерауер и Мери Стинберџен. 
Млади адвокат из Филаделфије заражен АИДС-ом крије своју хомосексуалност од својих послодаваца. Када га изненада отпусте, ангажује хомофобичног адвоката за тужбу за незаконит отказ.

## Радња
Просперитетни млади адвокат Ендру Бекет је отпуштен са посла - из адвокатске фирме Вилт Вивер - због његове "неспособности". Прави мотив за отпуштање је другачији: менаџери су сазнали да је хомосексуалац са сидом. Ендру одлучује да тужи своје бивше послодавце и тражи правно заступање. Али сви адвокати којима се обраћа одбијају да му помогну. Тако у почетку ради и црни хомофобични социјални адвокат Џо Милер, који се плаши да ће се заразити ХИВ-ом руковањем. Ендру одлучује да сам брани своје интересе на суду. У библиотеци проналази релевантни закон и овде случајно среће Џоа, који, у име законитости и правде, пристаје да води његов случај.

## Улоге
| Глумац           | Улога         |
| ---------------- | ------------- |
| Дензел Вошингтон | Џо Милер      |
| Том Хенкс        | Ендру Бекет   |
| Антонио Бандерас | Мигел Алварез |
| Џоана Вудвард    | Сара Бекет    |
| Џејсон Робардс   | Чарлс Вилер   |
| Лиса Самерауер   | Лиса Милер    |
| Мери Стинберџен  | Белинда Конин |
| Ен Дауд          | Џил Бекет     |
| Роберт Риџли     | Волтер Кентон |
| Бредли Витфорд   | Џејми Колинс  |
| Трејси Волтер    | библиотекар   |

## Зарада
Филм је у САД зарадио 77.446.440 $
- Зарада у иностранству - 129.232.000 $
- Зарада у свету - 206.678.440 $